# Johann Friedrich Böttger

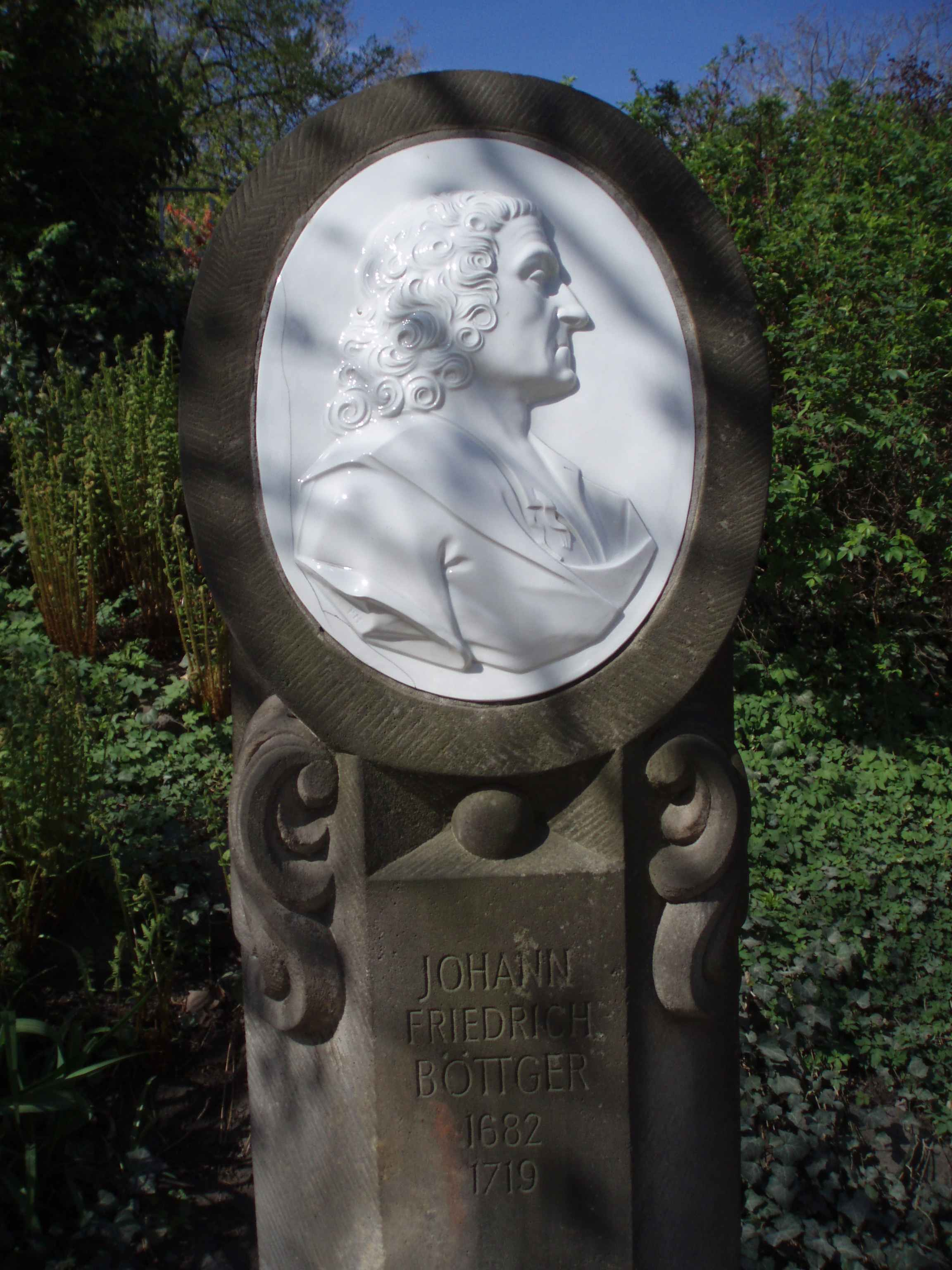
Denkmal für Johann Friedrich Böttger in Dresden (Brühlsche Terrasse), geschaffen von Peter Makolies

Johann Friedrich Böttger (* vermutlich 4. Februar 1682 in Schleiz; † 13. März 1719 in Dresden) war ein deutscher Alchemist, Chemiker und Erfinder. Er war Miterfinder des europäischen Hartporzellans. Er überführte diese Erfindung in den Produktionsprozess und war der Gründungsadministrator der Porzellanmanufaktur Meissen.

## Leben

### 1682–1701

Titelseite des Buches von Basilius Valentinus, aus dem Böttger die Anleitung zum Goldmachen bekommt

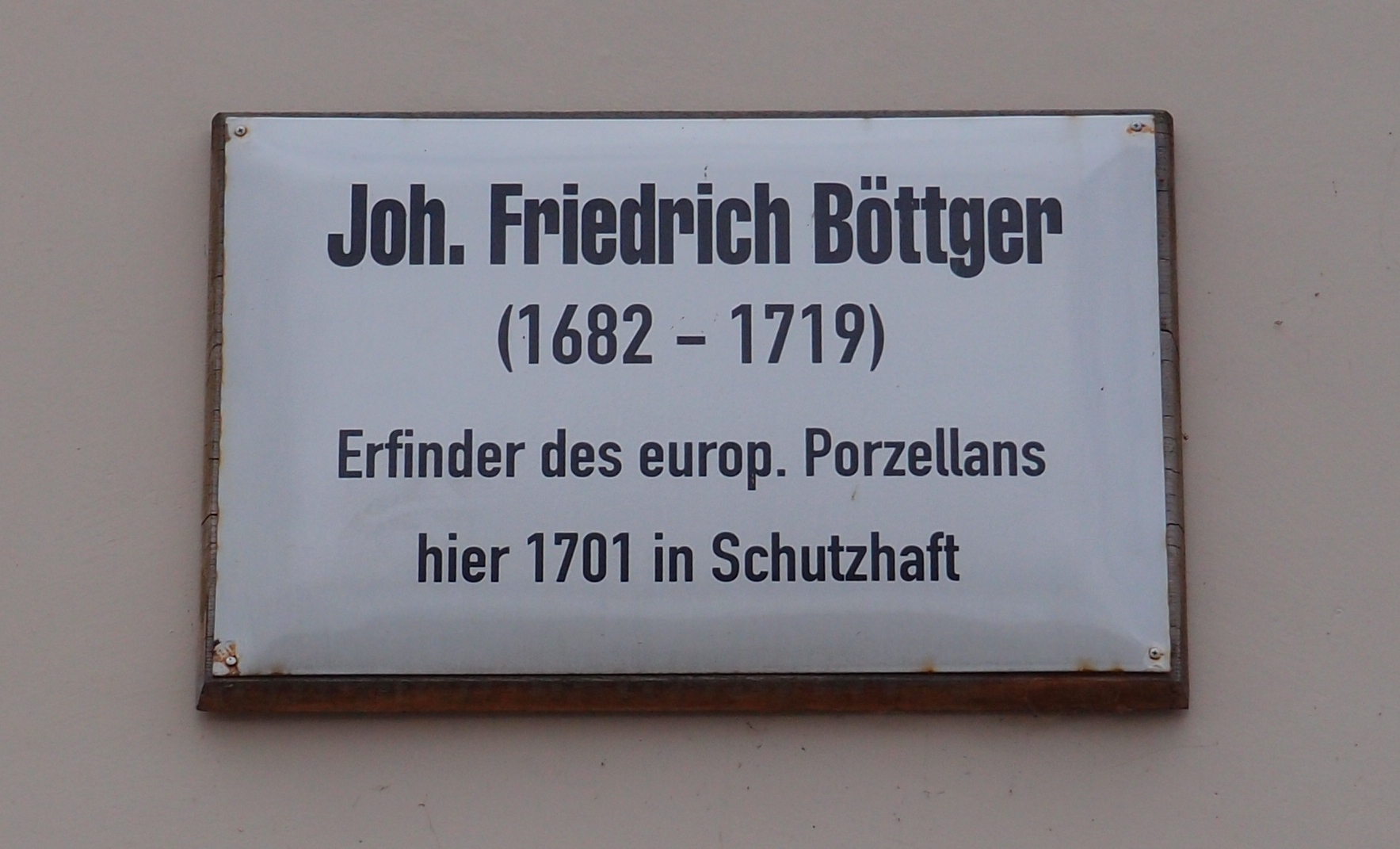
Gedenktafel für J.F. Böttger in Wittenberg, Schloßstraße 14

Am Donnerstag, den 5. Februar 1682 wurde Johann Friedrich Böttger in Schleiz als drittes Kind seiner Eltern getauft. Sein Vater war Münzmeister in Schleiz. Seine Mutter war die Tochter des Magdeburger Ratsmünzmeisters Pflug. 1682 zog die Familie nach Magdeburg. Im selben Jahr starb sein Vater. 1685 heiratete seine Mutter den ebenfalls verwitweten Stadtmajor und Ingenieur Johann Friedrich Tiemann. Dieser war maßgeblich für die vielseitige Ausbildung des jungen Böttger verantwortlich.
Im Alter von 14 Jahren begann Böttger im Herbst 1696 eine Lehre bei dem Berliner Apotheker Friedrich Zorn. Während seiner Ausbildung wurde sein Interesse an der Alchemie geweckt, die er heimlich im Apothekenlabor seines Lehrherrn betrieb. Persönliche Bekanntschaft mit Johannes Kunckel und dem Adepten Lascaris bestärkten ihn in seinem Streben nach dem Stein der Weisen. Von Lascaris bekam er bei dessen Abschied aus Berlin eine Substanz geschenkt, mit welcher sich Gold erzeugen lassen sollte.
Er beendete im September 1701 seine Lehre und wurde als Geselle in der Zornschen Apotheke angestellt. Apotheker Zorn stand alchemistischen Experimenten skeptisch gegenüber. Um ihn zu überzeugen, wandelte Böttger am 1. Oktober 1701 vor Zorn und drei weiteren Zeugen scheinbar Silber in Gold um. Die Kunde von diesem vorgeblichen alchemistischen Meisterstück verbreitete sich schnell landesweit und das Interesse an dem „Goldmacher“ war groß. Friedrich III., Kurfürst von Brandenburg, ließ ihm eine Vorladung ins Berliner Schloss überbringen. Dieser entzog sich Böttger in den letzten Oktobertagen 1701 durch Flucht nach Wittenberg. Wegen der polizeilichen Suche nach seiner Person in Brandenburg verhaftete ihn die Wittenberger Stadtwache.
Als der Grund für die Flucht bekannt wird, darf er aus dem Arrest heraus eine Bittschrift an August den Starken richten, in der seine Goldmacherei dargelegt und der Wunsch geäußert wird, unter Schutz des Landesherrn in Wittenberg Medizin studieren zu können. Zwischen den beiden Monarchen entstand ein Streit um den vermeintlichen Goldmacher, den der sächsisch-polnische Regent für sich entscheiden konnte.
Am 27. November 1701 wurde Böttger unter größter Diskretion nach Dresden überführt. Ihm wurde ein Zimmer im Fürstenbergschen Haus, benannt nach dem Eigentümer des Hauses, Statthalter Egon von Fürstenberg, gegeben. Im Keller verfügte das Haus über ein alchemistisches Laboratorium, da Fürstenberg selbst gelegentliche Versuche anstellte. Der Oberzehntner von Freiberg, Gottfried Pabst von Ohain, einer der fähigsten Metallurgen Kursachsens, wurde angewiesen, die Aufsicht über Böttger zu übernehmen. Daneben wurde auch der Hofbeamte Michael Nehmitz und dessen Bruder Wilhelm Nehmitz zur Bewachung Böttgers herangezogen. Am 16. Dezember 1701 schrieb August der Starke persönlich an Böttger einen Brief, in dem er versicherte, dass er Böttgers in Wittenberg geäußerte Bitte nach Schutz und Protektion sehr ernst nähme und Böttgers Freiheit aus Sicherheitsgründen solange eingeschränkt bleiben müsse, bis Böttger sein geheimes Wissen um das Goldmachen geteilt habe.

### 1702
Von Februar bis Mai 1702 wurde Böttger auf der Festung Königstein untergebracht, da es die begründete Sorge gab, Böttger könne mit Hilfe Kurbrandenburgs die Flucht gelingen. Ab Mai begann der Aufbau eines Labors im Bünauischen Haus in Dresden nach Böttgers Anforderungen. Er selber wohnte dort in einer Dachkammer. Böttger wurde gestattet, seinen Eltern einen Brief zu schreiben. Seine Mutter kam daraufhin nach Dresden und forderte bei Hofe erfolglos die Freilassung ihres Sohnes. Die Experimentierarbeiten nahmen ihren Fortgang. Auf Böttgers Wunsch wurden ihm erstmals Arbeiter zugewiesen. Es waren erfahrene Berg- und Hüttenarbeiter aus Freiberg.
1702 wurde erstmals ein Kollegium Contubernium erwähnt, dem Statthalter Egon von Fürstenberg, Gottfried Pabst von Ohain, die Brüder Nehmitz, Böttger und Baron von Schenck angehörten. Contubernium war zu der Zeit ein geläufiger Begriff für einen kleinen, zusammengehörigen Personenkreis. Zum Beispiel wurden studentische Wohngemeinschaften so genannt. Man kann das hier gemeinte Contubernium als eine frühe Form eines Forschungs- und Entwicklungsteams charakterisieren. Neben dem Auftraggeber gehörten ihm Wissenschaftler und Techniker an, die gemeinsam mit qualifizierten Arbeitern an den gestellten Aufgaben arbeiteten. Den Beteiligten ging es zuerst um die Herstellung des Steins des Weisen. Der Projektname dazu lautete Hauptwerk. Auf Anregung von Oberberghauptmann Abraham von Schönberg und Bergrat Pabst von Ohain wurde ein weiteres Projekt initiiert. Es hatte als Ziel, bessere Wege zur Ausbeutung der landeseigenen Bodenschätze zu finden. Es wurden montanwissenschaftliche Themen wie besserer Erzaufschluss und -trennung, bessere Schmelzverfahren, bessere Schmelzöfen und ähnliches erforscht. Es bekam den Projektnamen Nebenwerk. Böttger als fähiger Chemiker und Experimentator wurde sofort nach seiner Rückkehr von der Festung Königstein in diese Arbeiten eingebunden. Er arbeitete dabei eng mit Pabst von Ohain zusammen. Das Contubernium wurde 1705 letztmals erwähnt.

### 1703–1704
Ab Mai 1703 wurden Böttgers Experimente wegen der besseren Arbeitsverhältnisse dort in das Goldhaus verlegt. Böttger bezog zwei Wohnräume im Schloss. Das Essen für sich und seine Gäste kam aus der Hofküche. Er war beliebt und nahm an Freizeitvergnügungen des Hofes, wie etwa Trinkgelagen oder Glücksspielen, teil. Der Gelehrte Ehrenfried Walther von Tschirnhaus nutzte im Goldhaus ebenfalls ein Laboratorium. Beide schlossen in dieser Zeit nähere Bekanntschaft.
Im Juni 1703 floh Böttger aus seinem goldenen Käfig und schaffte es über Böhmen bis nach Enns in Österreich. Er wurde eingefangen und wieder zurück nach Dresden geführt. Im Ergebnis dieses Fluchtversuchs wurde er schärfer bewacht. Außerdem musste er sich verpflichten, bis Ende 1705 Gold im Wert von zehn Millionen Talern und jährlich Gold im Wert von zweihunderttausend Dukaten zu liefern. Da er sich auf seiner Flucht als Baron ausgegeben hatte, wurde er seitdem in seinem Umfeld scherzhaft „Baron“ genannt. Ohnehin wurde zur Tarnung von seiner Person nur als „Herr Schrader“ oder „die bewusste Person“ gesprochen.
Der König kam nach sieben Jahren Abwesenheit zum Jahreswechsel 1703/1704 für einen Monat nach Dresden. Nachdem sie die letzten drei Jahre nur brieflich kommuniziert hatten, trat Böttger im Januar 1704 August dem Starken das erste Mal persönlich gegenüber. Nach Abreise des Königs ließ Böttgers Arbeitsfleiß sehr nach. Da Pabst von Ohain in Freiberg gebunden war, bekam Tschirnhaus den königlichen Befehl, den Fortgang der Arbeiten zu überwachen. Wegen der Entwicklung im Großen Nordischen Krieg kehrte August der Starke im November 1704 nach Dresden zurück.

### 1705–1706

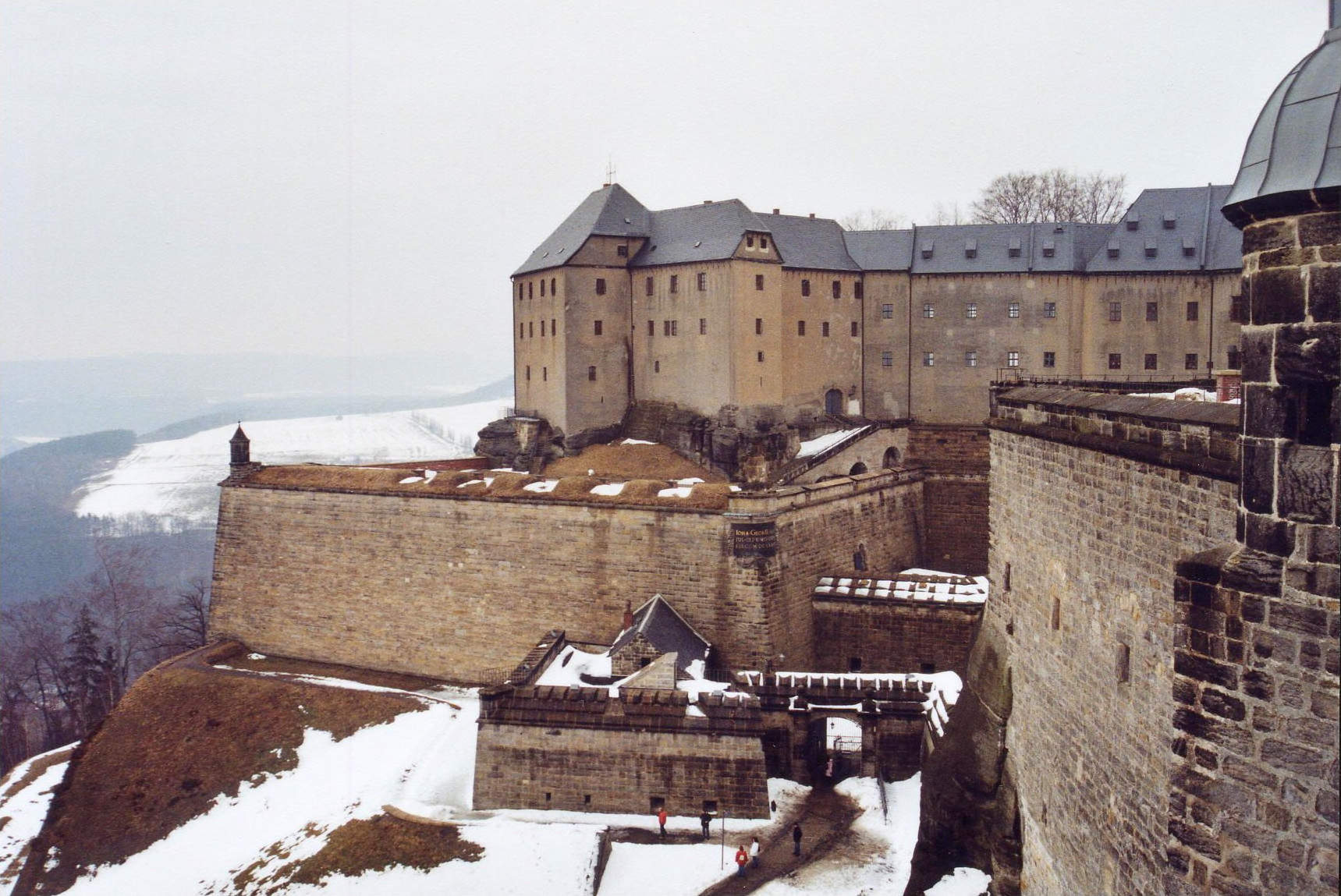
Festung Königstein; links das Gebäude, in dem die Staatsgefangenen untergebracht waren

Böttger wurde weiter gedrängt, Gold zu machen. Er versprach es im März 1705 zum wiederholten Mal. Daneben blieben die anderen Laborarbeiten nicht stehen. Für das Nebenwerk waren in diesem Jahr 14 Berg- und Hüttenleute bei Böttger tätig. Pabst von Ohain führte alle notwendigen Großversuche in Freiberg durch. Im September 1705 verlor der goldhungrige König die Geduld und befahl die Verbringung Böttgers auf die Albrechtsburg.
In Folge wurde sehr intensiv am Hauptwerk experimentiert. Bis in den Sommer 1706 arbeiteten Tschirnhaus in Dresden und Pabst von Ohain in Freiberg zusätzlich zu Böttger in Meißen eigene Versuchsreihen ab. Die für die eigentlichen Experimente nötige Laborausrüstung wurde auf der Albrechtsburg selbst erfunden. Grundsätzlich sollte alles aus einheimischen Rohstoffen hergestellt sein. Deshalb wurde für hochtemperaturfeste Schmelztiegel mit lokalen Tonerden experimentiert. Im Rahmen dieser Forschung hatte das Team Ende Mai 1706 Erfolg beim Brand von rotem Porzellan. Es wurde zum ersten Mal in Europa das Herstellungsprinzip chinesischen Porzellans gefunden und angewandt: Tone, gemischt mit Quarzen und einem Flussmittel werden bei sehr hohen Temperaturen gebrannt.
Im August 1706 beantragte Tschirnhaus bei Statthalter Fürstenberg eine Abkehr von der Suche nach dem Stein der Weisen und eine Konzentration auf die Porzellanherstellung. Dieser gestattete ihm nur die Einrichtung eines Universallaboratoriums in der Jungfernbastei der Festung Dresden, in dem an beidem geforscht werden sollte. Alles kam im September 1706 zu einem vorläufigen Ende. Schwedische Truppen fielen in Kursachsen ein und Böttger wurde zusammen mit anderen Staatsgefangenen auf die Festung Königstein gebracht. Er war ein Jahr lang zum Nichtstun verdammt und wurde offiziell nur als „Herr mit den drei Dienern“ erwähnt.

### 1707
Im März verriet Böttger kurz vor dessen Ausführung einen Fluchtplan, in den er mit den anderen Staatsgefangenen involviert war. Die Aufklärung der Umstände zog sich bis in den Sommer.
Tschirnhaus überzeugte Böttger, mit an der Herstellung von Porzellan zu forschen. Böttger bekam im Juni dafür die Genehmigung des Königs. Nach Abzug der Schweden wurde Böttger Ende September 1707 nach Dresden gebracht. Er wohnte in einem umzäunten Haus auf der Jungfernbastei, welches durch eine Treppe direkt mit den darunterliegenden Laborgewölben verbunden war.
Im Oktober und November 1707 wurde durch die gemeinschaftliche Forschungsarbeit des Teams um Böttger, Tschirnhaus und Pabst von Ohain das weiße europäische Hartporzellan erfunden. Da als Flussmittel Alabaster verwendet wurde, ist es ein Kalkporzellan. Es wird heute Böttgerporzellan genannt. Die Rezeptur des roten Porzellans, von Böttger Jaspisporzellan getauft, wurde perfektioniert. Heute ist dieses rote Feinsteinzeug unter dem Namen Böttgersteinzeug bekannt. Ebenfalls in dieser Arbeitsperiode wurde eine eigene Rezeptur für das holländische Porzellan erarbeitet.

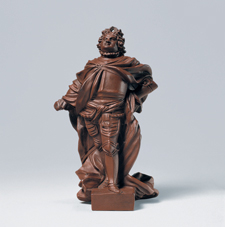
Schachfigur Augusts des Starken im Harnisch, modelliert von Joh. Joachim Kretzschmar, Böttgersteinzeug, ca. 11 cm, um 1714

Aufgrund dieser Arbeitsfortschritte verschärfte der König die Sicherheitsvorkehrungen. Am 20. November 1707 wurde ein Dekret über die zum Lebensunterhalt Böttgers notwendigen Gelder erlassen. Im selben Dekret wurden auch die Geldsummen festgelegt, die Böttger zum Betrieb der noch einzurichtenden Manufakturen aus dem Staatssäckel zur Verfügung gestellt werden sollten. Er selbst bekam zusätzlich zu den Geldmitteln für seine Versuche 50 Taler monatlich für seinen persönlichen Bedarf. Neben den Freiberger Berg- und Hüttenleuten, die je 8 Taler monatlich erhielten, wurden ihm auch Kammerrat Nehmitz (mit 150 Talern), Rat von Tschirnhaus (mit 100 Talern) und Bartholomäi (mit 10 Talern) vom König zur „Arbeit und Bedienung“ zugeordnet. Diese Löhne wurden, wenn überhaupt, verspätet und unvollständig ausgezahlt.
Böttger wurde aufgrund gesundheitlicher Probleme gestattet, eine Orangerie innerhalb der Palisadenumzäunung seines Hauses anzulegen. Er wurde ermahnt, sich wieder mehr dem Hauptwerk zu widmen. Ab 31. Dezember 1707 wurde der schon länger involvierte Leibarzt Böttgers, Bartholomäi, von Böttger auf Befehl des Königs in die Geheimnisse der Porzellanherstellung eingeweiht und war damit ein Arkanist.

### 1708
Am 15. Januar notierte Bartholomäi während einer von ihm durchgeführten Versuchsreihe den optimalen Masseversatz für weißes Porzellan. An diesem Laborprotokoll wird heute das exakte Datum der europäischen Porzellanerfindung festgemacht.
Böttger übernahm die Organisation zur Errichtung einer dauerhaften Fayence- und Porzellanproduktion in Dresden. Am 24. April veröffentlichte August der Starke eine Absichtserklärung, neben anderen Manufakturen eine Porzellanmanufaktur einrichten zu wollen. Da Böttger als Staatsgefangener nicht öffentlich in Erscheinung treten durfte, wurde offiziell Bartholomäi zum Administrator ernannt. Michael Nehmitz und Tschirnhaus sollten das Direktorium bilden. Als Produktionsstätte der „Porcellain-Manufactur“ wurden die Gewölbe in der Jungfernbastei und das Dresdner Grundstück von Bartholomäi genutzt. Böttger suchte zu dem Zeitpunkt noch nach dem passenden Rezept für die Glasur. Porzellanfarben gibt es ebenfalls noch keine.
Die Sicherheitsvorkehrungen für Böttgers Arrest wurden im Mai wieder verschärft. Seine ungezwungenen Treffen mit Handwerkern und Künstlern wurden unterbunden. Es wurde ein zweiter Palisadenzaun um sein Haus gezogen und an jeder Ecke dieser Umzäunung eine Straßenlaterne aufgestellt. Die Zahl der Wachposten wurde erhöht.
Am 4. Juni wurde die Gründung einer Manufaktur für Delfter Fayence unter dem Namen „Backerey von Holländischen so wohl Platten als runden Steinen und Gefässen“ bekannt gegeben. Böttger richtete sie in der Nähe der Dreikönigskirche ein. Ende Juni wurde zum ersten Mal mit Schnorrscher Erde, dem Kaolin, experimentiert. Böttger war den Rest des Jahres damit beschäftigt, praktikable Produktionsverfahren für das Porzellan zu finden. Außerdem arbeitete er schon in dieser Phase der Produktentwicklung mit Künstlern wie dem Plastiker Thomae und dem Goldschmied Irminger zusammen. Der Tod von Tschirnhaus am 11. Oktober traf Böttger schwer. Er hatte sich mit dem Gelehrten sehr gut verstanden.

### 1709

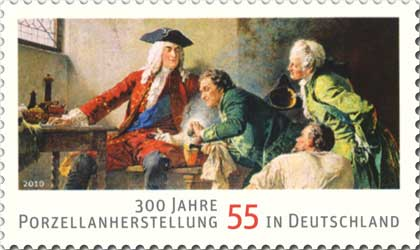
Ausschnitt eines Wandbildes von Paul Kießling in der Albrechtsburg, gemalt 1880

Nach Tschirnhaus’ Tod entwickelte Böttger, als zweiten entscheidenden Schritt zum vollwertigen Porzellan, die passende Glasur. Am 28. März 1709 meldete er die Erfindungen in einem Memorandum dem König. Darin wehrte sich der 29-Jährige auch gegen Verleumdungen am Hofe:

„Aber ich erschrecke doch, wenn ich Bedencke, daß eine so lange Zeit ich mich im steten Unglück, Ew. Mayst. aber in immer wehrender Gedult hat erhalten können… Ob aber der achtjährige Verlust meiner Freyheit so Beschaffen gewesen, daß ich als Mensch niemahls Uhrsache gehabt hatte Betrübt zu seyn, überlaße ich dem höchsterleuchtenden Nachdencken von Ew. Königl. Mayst. und einer stillen und unpartheyischen Beurtheilung der ganzen Welt… Denn es sind einige Personen welche mich ohne weiteres nachdencken unter die Zahl solcher Leuthe setzen, deren Künste nur in unnüzbaren Subtilitaeten, nicht aber in Reellen Wissenschafften zu Bestehen pflegen,… Damit aber die vergangene Zeit durch die izige möge in etwas wieder melioriret werden: So erkühne ich mich hiermit in Allerunterthänigkeit Ew. Mayst. Demüthigst zu Bitten, eine Verpflichtete Commißion niedersezen zu laßen, welche meine vorstellende Wissenschafften gründlich untersuchen möge, ob nehmlich dieselben Dero Landen nüzlich und nöthig oder aber schädlich und inpracticabel zu halten seyn.“

Sein, in dieser Schrift gemachter, Vorschlag, eine Evaluierungskommission die Erfindung begutachten zu lassen, wurde angenommen. Die ersten Warenproben fielen bei der Kommission durch. Sie vertagte sich auf November.
Böttger fürchtete um sein Leben, nachdem ihn die Nachricht erreicht, dass der Goldmacher Caetano vom Preußenkönig hingerichtet worden war. Vor diesem Hintergrund beauftragte ihn der König, ab 1. Oktober für seine Freiheit sechshunderttausend Dukaten jährlich zu liefern, bis der Wert von 60 Millionen Reichstalern erreicht ist.
Im Oktober übersandt Böttger der Evaluierungskommission neben neuen Produktproben einen Geschäftsplan, in der die künstlerische und kaufmännische Konzeption der Porzellanherstellung dargelegt wurden. Diesmal fällte die Kommission ein positives Urteil und die Produktion konnte offiziell starten. Weiter wegen des Hauptwerks unter Druck gesetzt, offenbarte er dem König Ende Dezember seine Unfähigkeit, Gold zu machen, und bittet ihn um Gnade.

### 1710

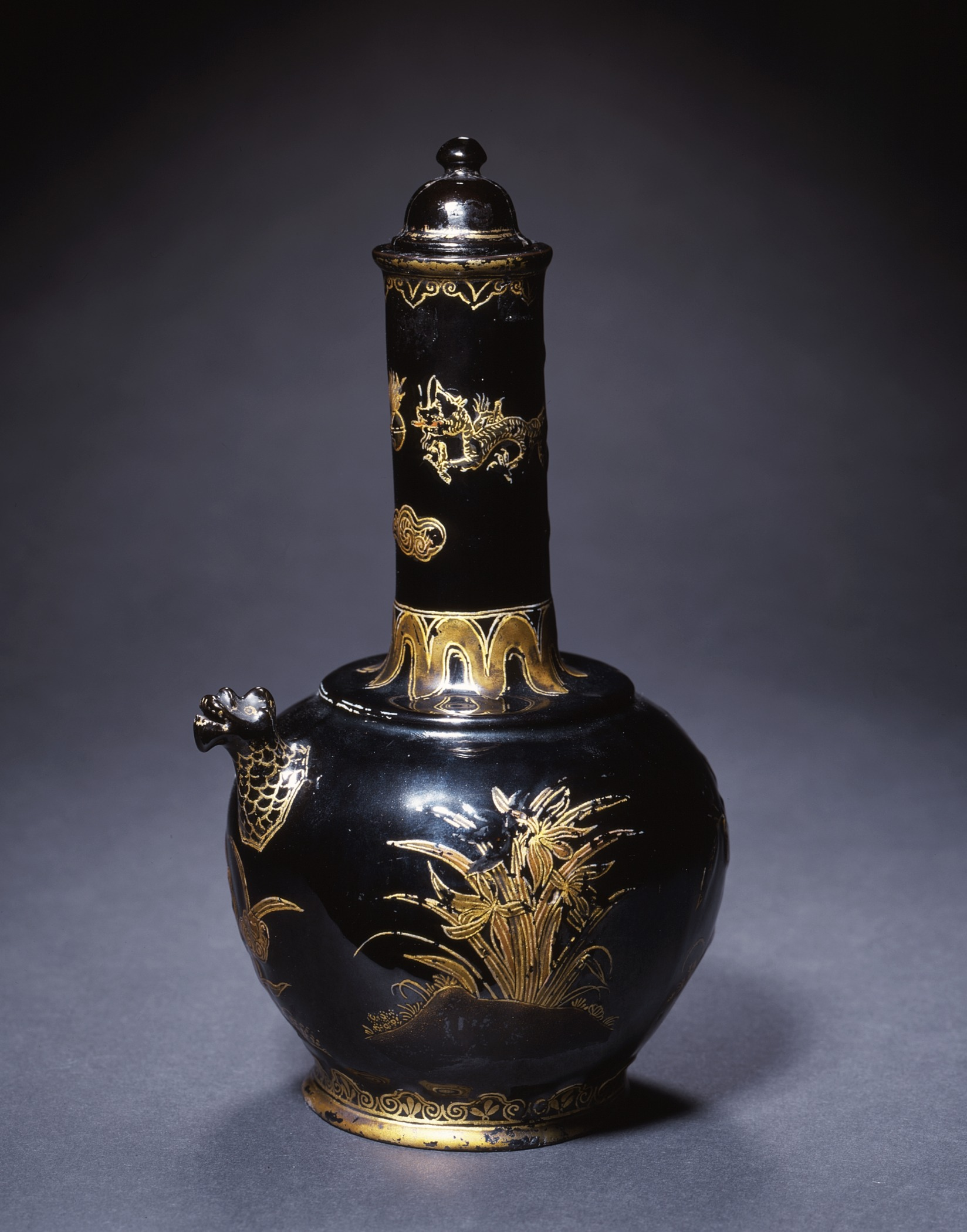
Weinkanne, Böttgersteinzeug mit Gold kalt bemalt, ca. 1712

Am 23. Januar wurde die Erfindung des Porzellans verkündet und die Existenz einer Porzellanmanufaktur in Dresden mitgeteilt. Die Produktionsanlagen zur Porzellanherstellung zogen ab März Schritt für Schritt nach Meissen auf die Albrechtsburg.
Im Mai wurde auf der Ostermesse in Leipzig zum ersten Mal Geschirr aus rotem Jaspisporzellan verkauft und Muster von weißem Porzellan präsentiert. Finanziell wurde der Messeauftritt für Böttger, der die Kosten vorgestreckt hatte, ein Verlustgeschäft. Das entmutigte ihn nicht. Weitere Lieferungen zu anderen Messen verließen den Betrieb.
Das Gründungsdekret der königlich-polnischen und kurfürstlich-sächsischen Porzellanmanufactur datierte vom 6. Juni 1710. Sie wurde in der Albrechtsburg zu Meißen eingerichtet. Böttger war ihr erster technischer Leiter. Die Einrichtung des Produktionsbetriebes war dadurch erschwert, dass Böttger in Dresden unter Aufsicht bleiben musste. Seine Besuche in Meißen waren selten.
Der Dresdner Hof kaufte ein Grundstück für eine Stein- und Schleifmühle, um die sächsischen Edelsteine zu bearbeiten. Auch mit Blick auf die Veredelung des Jaspisporzellans war diese Anschaffung nötig. Böttger wurde beauftragt, eine entsprechende Manufaktur zu errichten. Er ließ in dieser Mühle zusätzlich ein Stampf- und Pochwerk für Porzellanrohstoffe planen.
Böttger wurde am 29. Dezember per Dekret Administrator der Porzellanmanufaktur sowie aller noch einzurichtenden Manufakturen, was zu Kompetenzstreitigkeiten mit Direktor Michael Nehmitz führte.

### 1711–1713

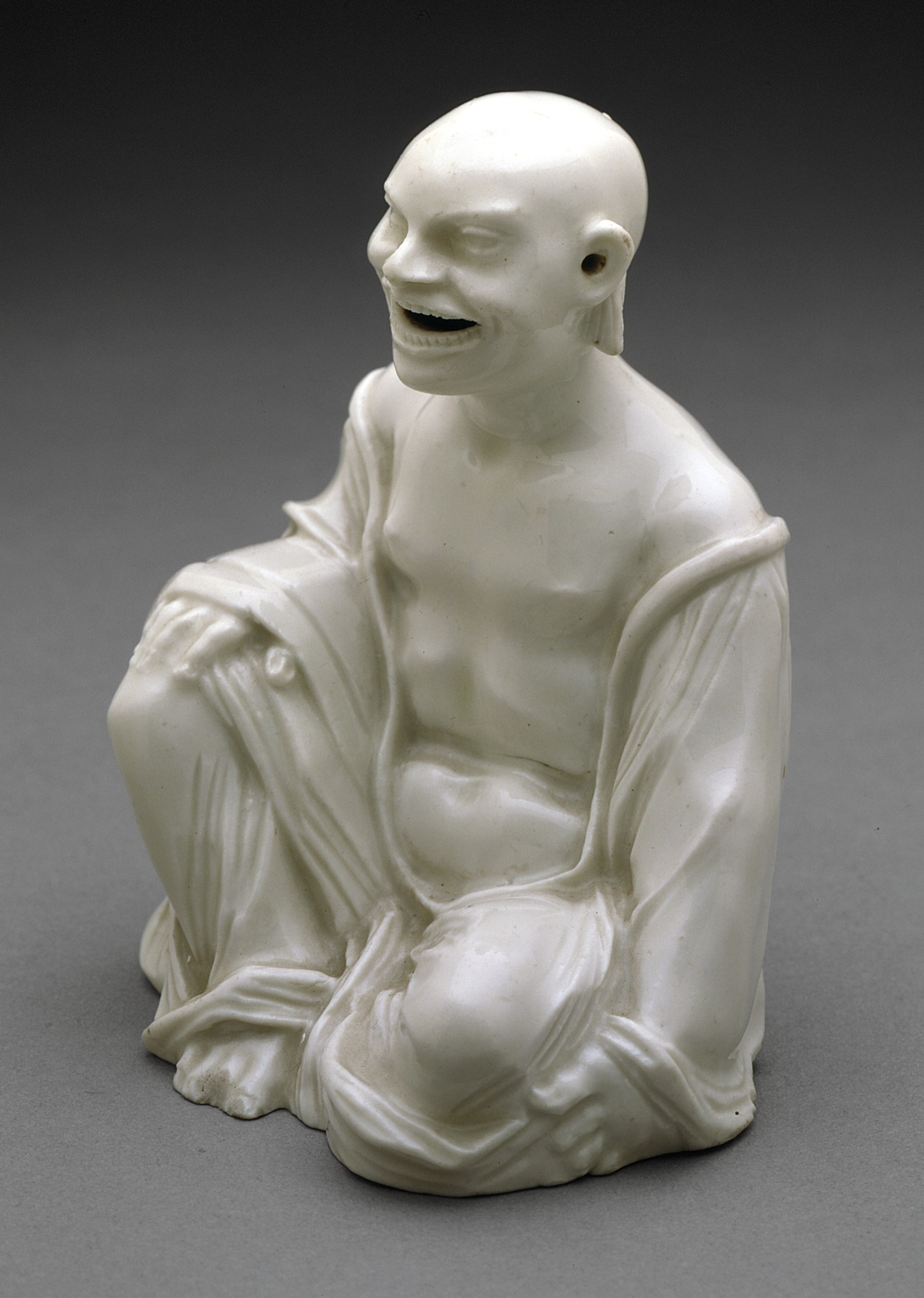
Pagode, Böttgerporzellan, ca. 1715

Die Grenzen zwischen technischer Betriebsführung und kaufmännischer Leitung des Unternehmens waren zu dieser Zeit noch sehr verschwommen. Direktor Nehmitz zog es vor, bei Hofe Porzellanbestellungen entgegenzunehmen. Die Konflikte entspannten sich erst, als der Eigentümer der Porzellanmanufaktur im Einzelnen die Zuständigkeiten Böttgers und Nehmitzens festlegte.
Tschirnhausens Erfindung eines holzsparenden Schmelzofens wurde von Böttger weiterentwickelt, was nicht nur zu einer großen Einsparung von Brennmaterial führte, sondern ihm ermöglichte, im Sommer das Freiberger Revier zu besuchen, um dort die Großversuche zu überwachen. Im Juli schob Böttger die Schuld für fehlgeschlagene Goldmachversuche auf äußere Umstände.
Im Mai 1712 nahm die Schleif- und Poliermühle im heutigen Dresden-Löbtau ihre Arbeit auf. Das Jahr 1712 war für Böttger mit Arbeiten, den Brennprozess zu beherrschen und generell die Produktion zum Laufen zu bringen, angefüllt. Finanzielle Probleme der Porzellanmanufaktur veranlassten August den Starken, offiziell zu erklären, dass Böttger Kredite in seinem, Augusts, Namen aufnehmen könne. Das Echo darauf war sehr gering. Selbst der Investor Berend Lehmann lehnte, obwohl vom König dazu aufgefordert, ein finanzielles Engagement ab.
1713 nahm Böttger auf Drängen von August dem Starken erneut die Arbeiten zur Goldherstellung auf. Am 20. März führte er in Anwesenheit des Königs ein alchemistisches Schauexperiment durch und produzierte einen Gold- und einen Silberklumpen. Beide sind heute in der Porzellansammlung in Dresden ausgestellt.
Im April erkrankte Böttger zum ersten Mal schwer. Nach dem Tod seines Stiefvaters im Frühjahr holte er seine Familie von Magdeburg nach Dresden. Auf der Leipziger Ostermesse stand nun auch weißes Porzellan zum Verkauf. August der Starke nahm wieder am Nordischen Krieg teil. In diesem Zusammenhang ging der Porzellanmanufaktur das Geld aus und Böttger verwendete in Folge viel Energie, das nötige Kapital aufzutreiben. Ihm gelang mit der Neuentwicklung von Brennöfen für den Glattbrand ein wichtiger technologischer Schritt. Böttger betreute als Administrator auch die Glashütte Dresden und erarbeitete dort, auf Wunsch des Hofes, eine eigene Methode, rubinrotes Überfangglas herzustellen.

### 1714–1719

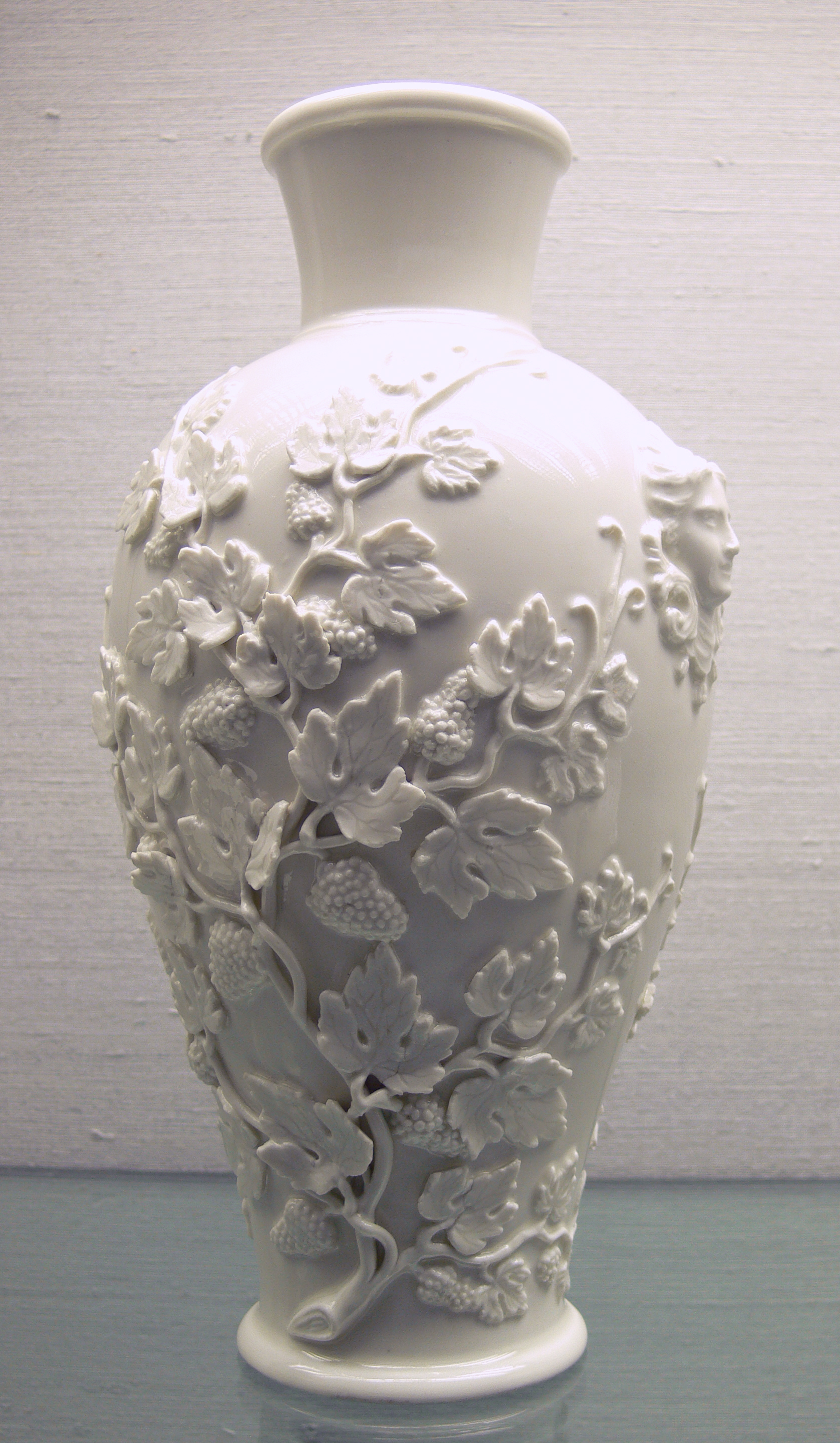
Vase mit Weinreben; Böttgerporzellan; 1713–1720

Am 19. April 1714 erhielt Böttger seine volle persönliche Freiheit zurück. Allerdings musste er schwören, das Land nicht zu verlassen, die Arkana des Porzellans zu bewahren und endlich Gold zu machen. Er zog in ein Haus am Pirnaischen Tor. Die Lösung der Herstellungsprobleme des Porzellans nahmen seine Zeit in Anspruch.
1715 wurde die Schleif- und Poliermühle zur Spiegelschleife umgewidmet. Böttger und die Porzellanmanufaktur kamen in sehr große Geldschwierigkeiten. Unfähig, mit Geld umzugehen und von der Finanzierungspolitik des Eigentümers finanziell schwer gebeutelt, hatte er immer wieder Wechsel und Pfandverschreibungen unterzeichnet. Nach seiner Freilassung im Vorjahr wandten sich mehr und mehr Gläubiger direkt an ihn. Böttger wurde chronisch alkoholkrank. Er administrierte weiterhin von Dresden aus die Produktion in Meißen. Auf dem Neumarkt wurde das erste Porzellangeschäft Dresdens eröffnet. August der Starke wollte endgültig kein Geld mehr nachschießen und dekretierte am 5. Dezember 1715, dass die Porzellanmanufaktur sich fortan finanziell selbst zu tragen habe und Böttger deshalb für den Rest seines Lebens freie Hand habe, sich seinen Lebensunterhalt mit ihr selbst zu verdienen.
Daraufhin legten Böttgers Gläubiger im Januar 1716 dem vermeintlichen Manufakturinhaber seine Schuldscheine zur Begleichung vor. Als der nicht zahlen konnte, erwirkten sie seinen Arrest, aus dem ihn erst ein königlicher Befehl befreite. Böttger entwickelte eine Lüsterfarbe für Porzellan. Seit März war er so krank, dass er nicht mehr körperlich arbeiten konnte. Seine administrativen Aufgaben nahm er noch wahr. Im November 1716 ließ Böttger die Brennöfen auf der Jungfernbastei abreißen. Damit endete die Porzellanherstellung in Dresden.
Im Frühjahr 1717 beschäftigte sich eine königliche Kommission mit den, auch von Böttger zu verantwortenden Missständen in der Porzellanmanufaktur. Außer einer Bestandsaufnahme geschah ihm nichts. Nachdem der Goldmacher Klettenberg vom König wegen Misserfolgs eingesperrt worden war, schloss am 2. Dezember Böttger einen weiteren Vertrag mit August dem Starken, in dem er sich verpflichtete, das große Arcanum Universalis auszuarbeiten und diese Schrift dem König bis zum 1. Januar 1719 zu übergeben.
1718 wurde Böttger aufgrund schwerer Krankheit bettlägerig. Er war kaum noch zum Arbeiten fähig. Die Fayence-Manufaktur wurde von ihm wegen Unrentabilität für 50 Taler an den bisherigen Pächter Peter Eggebrecht abgestoßen. Böttgers Gesundheit verfiel immer mehr.
Am 13. März 1719 verstarb er in Anwesenheit seiner Familie 37-jährig an den Folgen des jahrelangen Raubbaus an seiner Gesundheit in seinem Haus in Dresden und wurde auf dem Johanniskirchhof beigesetzt. Sein Grab ist nicht erhalten.

## Nachleben

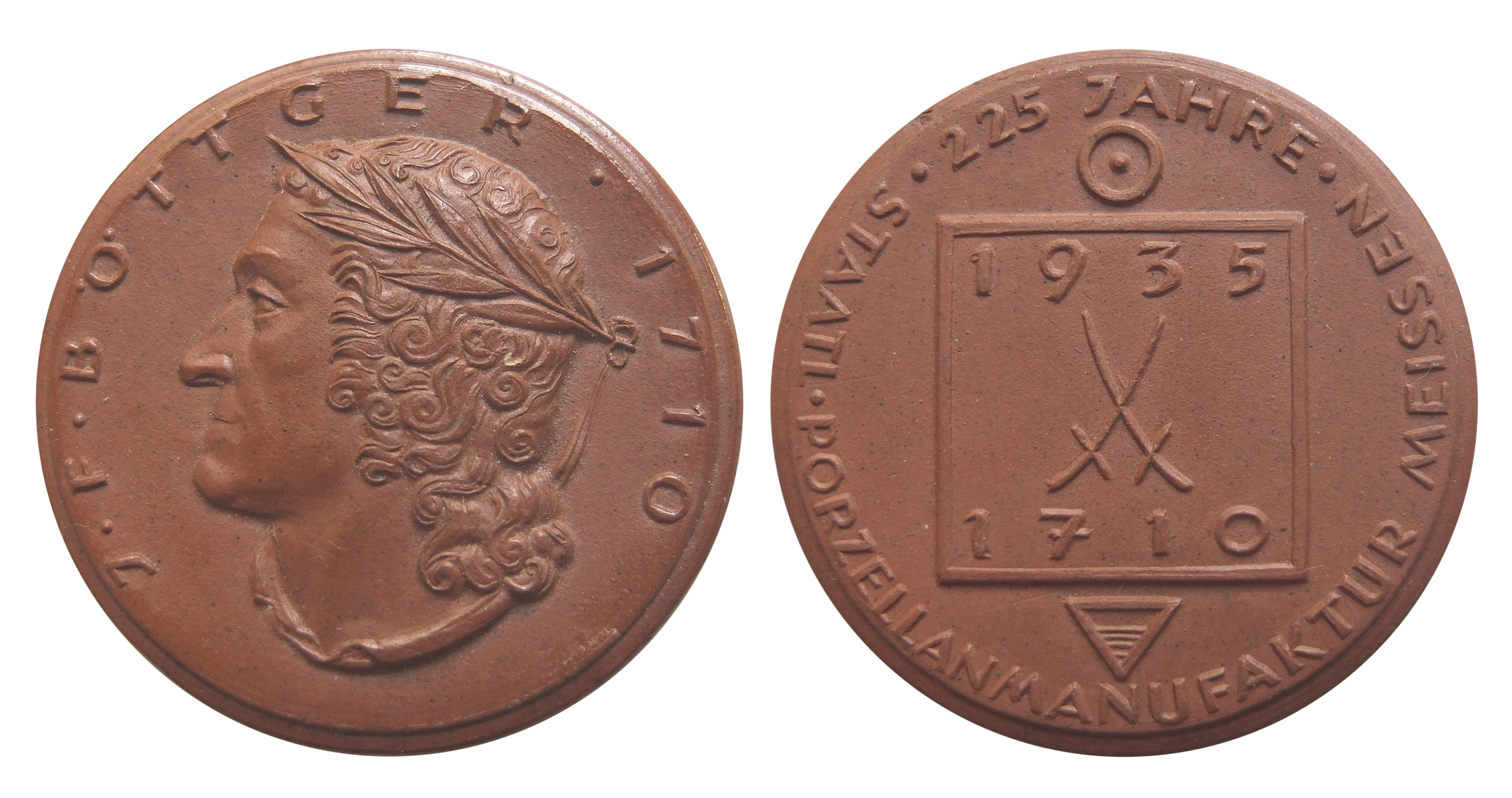
Medaille anlässlich der 225-Jahrfeier der Porzellan-Manufaktur in Meissen, 1935 mit dem Porträt Johann Friedrich Böttgers.

Justus Liebig äußerte sich 1844 in seinen Chemischen Briefen:

„Unter den Alchimisten befand sich stets ein Kern echter Naturforscher… Was Glauber, Böttger, Kunckel in diese Richtung leisteten, kann kühn den größten Entdeckungen unseres Jahrhunderts an die Seite gestellt werden.“

Die Deutsche Keramische Gesellschaft verleiht seit 1929 die Böttger-Plakette für herausragenden Verdienste um das Zusammenwirken von Industrie, Wissenschaft und Lehre.
Es existiert nur ein zeitgenössisches Bildnis, welches J.F. Böttger darstellen soll. Es wurde 1723 von François Coudray geschaffen und befindet sich auf einer Bildplakette aus Böttgersteinzeug. Die einzige noch existierende Originalausformung wird im Herzoglichen Museum Gotha verwahrt. Alle anderen bildlichen Darstellungen Böttgers fußen auf diesem einen Bild. Böttger ist nie ein Adelstitel verliehen worden.
Bis heute ist nicht geklärt, nach welcher Methode Böttger in seinen Schauexperimenten Gold und Silber zum Vorschein kommen ließ.
1982 fand in der DDR zum 300. Geburtstat eine große Böttger-Ehrung statt. Dazu gab es u. a. Ausstellungen, eine Medaille aus Böttger-Steinzeug wurde geschaffen, und die Deutsche Post edierte einen Block mit zwei Briefmarken.
Im Jahr 1993 wurde der Asteroid (5194) Böttger nach ihm benannt.
Über das Wirken Böttgers entstanden ungezählte wissenschaftliche Abhandlungen und Sachbücher. Künstlerisch verarbeitet wurde sein Leben in mehreren Romanen und Novellen. 1949 entstand der Spielfilm Die blauen Schwerter. Die Stern-Combo Meißen veröffentlichte 1978 das Konzeptalbum Weisses Gold. Im Jahr 2008 erschien ein Böttger-Comic. Am 24. Oktober 2010 kam am Theater Meißen das Theaterstück Böttger – Das Porzellanical zur Uraufführung.

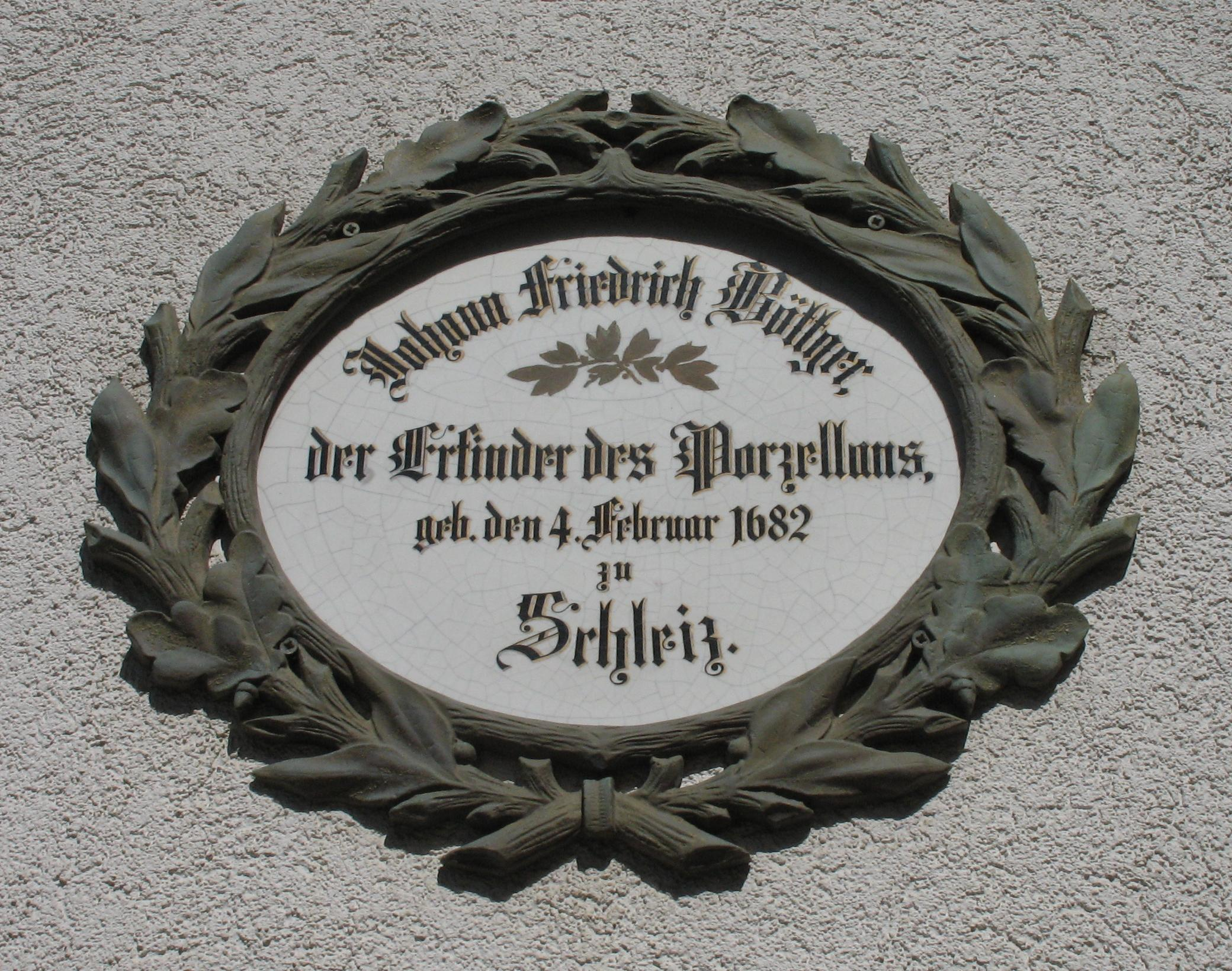
Gedenktafel in Schleiz